# Prophylaxie pré-exposition
La prophylaxie pré-exposition, abrégé PrEP (de l'anglais pre-exposure prophylaxis) est un traitement médicamenteux qui empêche l'infection par le virus du sida chez des personnes séronégatives. Le médicament utilise la combinaison de deux antirétroviraux tenofovir/emtricitabine.
La PrEP est un des nombreux moyens de prévention contre le virus de l'immunodéficience humaine (VIH) utilisé par les personnes qui ont un risque élevé de contracter le virus. Elle s'adresse notamment aux personnes ayant des partenaires sexuels multiples, aux personnes qui s'injectent de la drogue ainsi qu'aux couples sérodifférents actifs sexuellement dont le partenaire séropositif a une charge virale non stabilisée.
Initialement, seul le médicament Truvada commercialisé par Gilead Sciences pouvait être utilisé dans le cadre de la PrEP. Le traitement doit également faire l'objet d'un suivi médical régulier.
Depuis juillet 2017 en France et depuis juillet 2018 dans toute l’Union européenne, plusieurs versions génériques sont également autorisées, permettant ainsi de réduire significativement le coût des traitements.

## Traitement

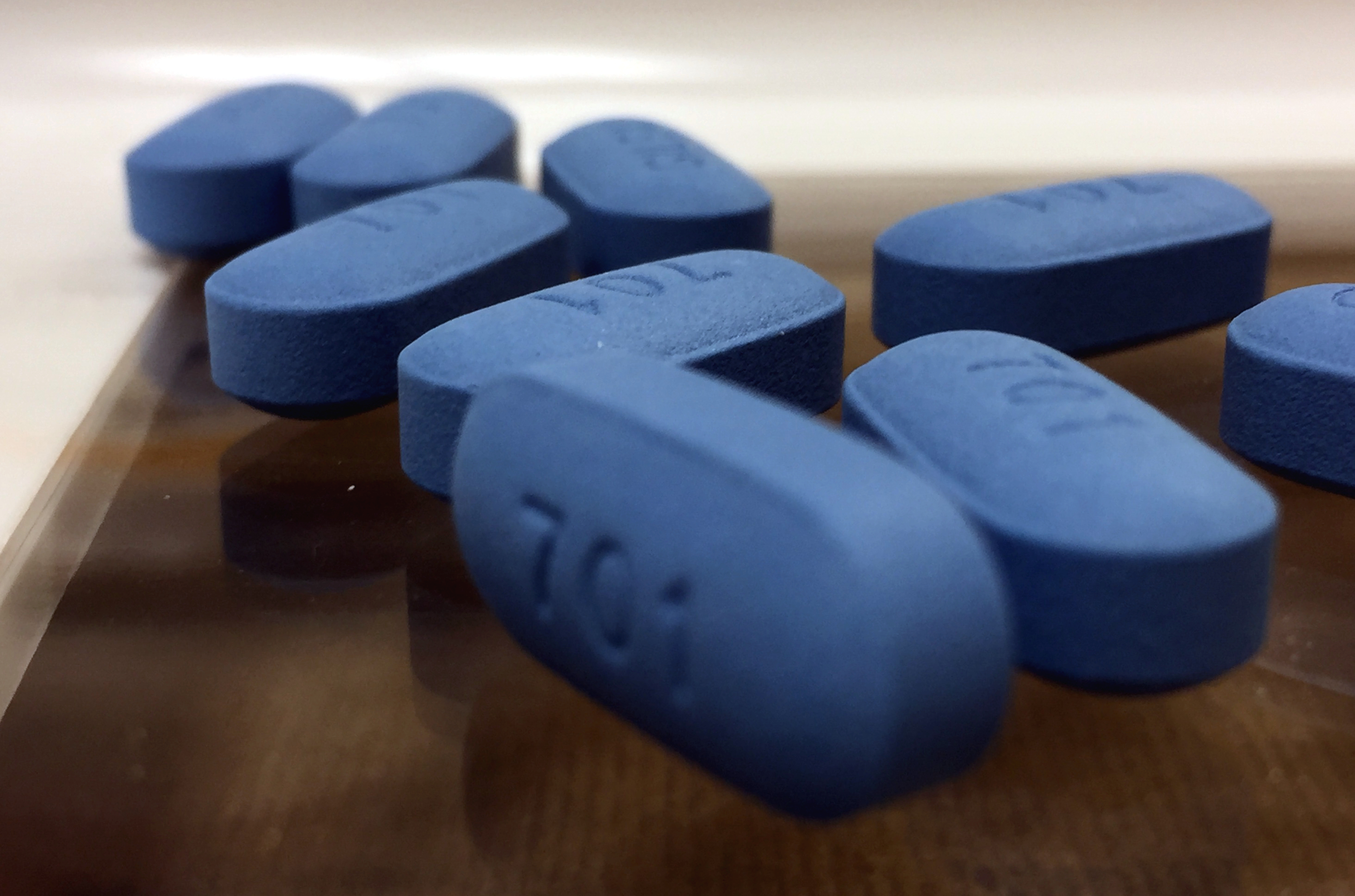
Des comprimés de Truvada utilisés dans le cadre de la PrEP.

### Personnes ciblées
La PrEP est recommandée pour les individus très exposés au VIH.
Plus particulièrement : les hommes ayant des rapports sexuels avec d'autres hommes, les personnes trans ayant des relations sexuelles avec des hommes, les personnes originaires des régions du monde à forte prévalence et en particulier les femmes en situation de précarité, les prostitués exposés à des relations sexuelles sans préservatif ; les usagers de drogues par voie intraveineuse avec partage de seringue, les personnes ayant présenté plusieurs épisodes d'infection sexuellement transmissible (IST) dans les derniers mois, les personnes ayant eu plusieurs recours au traitement de prophylaxie post-exposition (PPE), les personnes séronégatives en couple avec une personne vivant avec le VIH dont la charge virale n'est pas stabilisée.

### Prise continue
La PrEP peut être prise de façon quotidienne par toute personne. C'est d'ailleurs la seule possibilité pour les personnes ayant des rapports sexuels vaginaux réceptifs.
Ce mode de prise consiste à avaler un comprimé tous les jours, que des rapports soient prévus ou non. Il est nécessaire de commencer le traitement sept jours avant le premier rapport sexuel. En cas d'arrêt, les prises d'Emtricitabine/ténofovir disoproxil doivent être continuées pendant sept jours après le dernier rapport.

### Prise à la demande
La PrEP à la demande suivant le schéma validé par l'étude de l'agence nationale de recherches sur le sida et les hépatites virales Ipergay consiste en la prise de deux comprimés de façon simultanée afin de démarrer la protection au bout d'un délai de 2 heures, la protection peut être poursuivie en prenant un comprimé par jour et enfin arrêtée après le dernier rapport sexuel avec encore deux prises. Ce schéma permet d'adapter sa protection en fonction des rapports sexuels prévus et de diminuer le coût et les effets indésirables potentiels. Il a démontré une efficacité très élevée comparable à celle d'une prise continue.

## Effets secondaires
Le médicament peut parfois causer des effets secondaires gastro-intestinaux : nausées, crampes d’estomac, diarrhée, etc. Ces effets sont souvent temporaires et on les constate surtout au début de la prise du médicament : c’est ce qu’on appelle le syndrome du démarrage qui se produit chez environ une personne sur dix.
Globalement, selon la notice patient du médicament Truvada, les effets secondaires les plus fréquents sont les suivants : diarrhée, sensation d’être malade ou état maladif, vertiges, maux de tête, rougeurs, faiblesse, tests anormaux pour le phosphate ou la créatine kinase.
Plus rarement, le Truvada peut affecter les reins ou les os à moyen terme mais cela est généralement réversible et surveillé tous les trois mois lors des visites de contrôle.
Il existe un certain nombre de contre-indications et d'avertissements avant de pouvoir se voir prescrire du Truvada.

## Disponibilité dans le monde
La disponibilité de la PrEP varie d'un pays à l'autre, le traitement par Truvada n'étant par ailleurs pas uniquement réservé à un usage en PrEP.

Accessibilité de la PrEP en fonction du pays (2017)
Autorisé
Médicament autorisé mais pas dans le cadre d'un traitement PrEP
Projets en cours en vue de l'autorisation
Projets terminés
Pas de projets prévus
Pas d'informations disponibles

### Union européenne
La Cour de justice de l’Union européenne a autorisé en juillet 2018 la mise sur le marché de médicaments génériques du Truvada qui permettent de réduire significativement le coût des traitements.

#### France
En janvier 2016, le gouvernement français annonce le remboursement de la PrEP.
On comptait en juillet 2016 près d'un millier de personnes suivant le traitement. En 2018, 7 000 personnes suivraient ce traitement en France dont 97 % d'hommes homosexuels selon l'association AIDES. En juillet 2017, quatre médicaments génériques du Truvada sont autorisés. Au 30 juin 2019, plus de 20 400 personnes avaient initié une PrEP. À la fin de l'année 2022, on compte 48 182 utilisateurs dans le pays.
Une étude de 2025 portant sur l'année 2022 indique que le profil des nouvelles personnes initiant le traitement est majoritairement celui d'un homme vivant dans une agglomération de plus de 200 000 habitants avec un age médian de 33 ans,.

### Asie

#### Japon
En août 2024, le ministère de la santé du Japon approuve l'usage du Truvada à des fins de prévention.

## Études scientifiques
Le but des mesures préventives est de réduire l’incidence de l’infection au virus du SIDA (VIH) dans la population et en particulier chez les hommes ayant des rapports sexuels avec les hommes (HSH), ainsi réduire les risques de contracter ou propager le VIH. En 2012, les préservatifs, la prophylaxie post-exposition (TPE), et la circoncision — L'utilisation de la circoncision comme moyen de réduction des risques dans les pays développés est toutefois sujette à controverse — étaient des méthodes de prévention reconnues et promues au niveau mondial ; la PrEP, quant à elle, était considérée comme un nouvel outil de prévention. Les premières études, en 2014-2015, ont mis en évidence que la PrEP pouvait réduire le risque d'infection de 86% en moyenne, jusqu'à des résultats suggérant une réduction des risques de 96 %,. Sur la même période, entre 2014 et 2018, une étude rétrospective, publiée en 2020, a mis en évidence que le principal frein à la diffusion de la PrEP était son prix.
En France l’épidémie stagne depuis 2007 à plus de 6 200 personnes découvrent leur séropositivité chaque année parmi lesquelles plus de 40 % d’hommes ayant des rapports sexuels avec des hommes. Une nouvelle approche de la prévention contre le VIH/SIDA s’est développée à travers : la PrEP. Le principe de la PrEP repose sur l’utilisation, par des personnes non-infectées par le virus, d’un ou plusieurs traitements antirétroviraux pour diminuer le risque de transmission du virus en cas d’exposition. La PrEP par voie orale par Truvada est la plus commune. Elle a été approuvée par la Food and Drug Administration en 2012 aux États-Unis et utilisée en France depuis janvier 2016. L’étude Ipergay, en 2016, a démontré une efficacité de la PrEP par Truvada. La PrEP par Truvada s’inscrit dans la liste des outils de prévention déjà existants dans la stratégie française de lutte contre le VIH/SIDA. Dès 2018, en France, les premiers résultats encourageants de la PrEP ont été médiatisés et présenté comme une « révolution de la vie amoureuse et sexuelle des HSH » ou bien comme  un « renversement total dans la prise en charge de l'épidémie ».
Cependant, l’utilisation de la PrEP en France parait limitée et ce traitement semble peiner à trouver son public parmi les populations ciblées,. En effet, deux ans après de la mise à disposition de la PrEP, le niveau de connaissance de la PrEP restait inégal et insuffisant. Une enquête remplie avec le médecin a été proposée à deux populations (1) une première consultant en CeGIDD et ne recevant pas la PrEP, et (2) une seconde de patients infectés par le VIH. Au moment de cette enquête, entre 2017 et 2018, le niveau de connaissances était moyen, voire médiocre, chez les moins de 25 ans. Même si les différences ne sont pas significatives, il semble que la population (2) soit moins favorable à la PrEP que la population (1). Pour les auteurs de cette étude : le niveau très faible de connaissance de la PrEP chez les moins de 25 ans serait préoccupant et devrait inciter à des campagnes de prévention primaire ciblant les jeunes,. Récemment, des chercheurs se sont demandé si le lieu de résidence pouvait avoir une incidence sur les comportements sexuels et attitudes préventives. Ils ont mis en évidence que les comportements sexuels à risque semblaient être moindres dans les villes de taille moyenne, en comparaison aux grandes villes. De plus, l’utilisation du préservatif par les personnes à risque semblait moins assidue dans les villes où la PrEP n’est pas (encore) prescrite. Enfin, la demande d’information concernant la PrEP est plus importante dans ces villes. Pour ces chercheurs, l’ouverture de consultations, de prescription de la PrEP, pourrait s’envisager, dans une démarche globale d’amélioration des stratégies de prévention. Par ailleurs, une étude, en 2018, coordonnée par le Pr Jean-Michel Molina, chef du service des maladies infectieuses et tropicales de l'hôpital Saint-Louis à Paris (AP-HP) responsable scientifique de l'essai ANRS Ipergay,, a mis en évidence l'efficacité (0 contamination au VIH/SIDA) et la bonne tolérance de la PrEP auprès d'un échantillon de 1 435 volontaires en Île-de-France,.
Depuis 2017, EPI-PHARE réalise le suivi annuel de l’évolution de l’utilisation de Truvada® ou génériques pour une prophylaxie pré-exposition (PrEP) au VIH à partir des données du Système national des données de santé (SNDS). Les derniers chiffres, actualisés au 30 juin 2021, mettent en évidence que la PrEP est restée l’apanage des HSH, sans s’étendre aux autres catégories de population qui pourraient en bénéficier. Au 30 juin 2021 le nombre de personnes de 15 ans et plus ayant initié un traitement par Truvada® ou génériques pour une PrEP a atteint 42 159, soit une hausse de 42% par rapport au chiffre de fin juin 2020. Une tendance à la reprise d’une hausse des initiations s’est dessinée à partir de février 2021 et plus particulièrement au mois de juin 2021, marqué par l’élargissement de la primo-prescription de la PrEP à tous les médecins, notamment les généralistes. Les usagers de la PrEP restent principalement des hommes, âgés de 36 ans en moyenne, résidant en Ile-de-France ou dans une grande métropole et parmi lesquels la proportion de bénéficiaires de la CMU complémentaire (indicateur de situation socio-économique défavorable) ou de l’Aide médicale d'État est faible.
En 2022, le Groupement d’intérêt scientifique (GIS) EPI-PHARE publie une nouvelle étude sur l'efficacité de la PrEP,. Entre 2016 et 2020, 46 706 personnes ont été suivies, parmi ces personnes : 256 patients atteints d'une infection par le VIH ont été identifiés et appariés avec 1213 témoins. Les utilisateurs de la PrEP représentaient 29% des cas (soit 13 544 utilisateurs sur 46 706 personnes) et 49% des témoins (soit 594 personnes). L'efficacité de la PrEP était globalement de 60% (écarts types (EC) 46 à 71), atteignant 93% (EC 84 à 97) pour une consommation quotidienne de PrEP, et 86% (EC 78 à 92) si l'on exclut les périodes post arrêt de la PrEP. L'efficacité de la PrEP était significativement réduite chez les personnes de moins de 30 ans (26 % d'efficacité, EC -21 à 54) et chez les personnes défavorisées sur le plan socio-économique (-64 % d'efficacité, EC -392 à 45), ces deux groupes présentant une consommation irrégulière de PrEP et des taux élevés d'abandon. Cette étude suggère que l'efficacité de la PrEP semble être plus faible dans les "conditions réelles" que ce qui est rapporté dans les essais cliniques. Les auteurs insistent pour un renforcement des efforts visant à améliorer le suivi de l'observance de la PrEP pour garantir son efficacité, en particulier chez les jeunes et les personnes défavorisées sur le plan socio-économique.
En 2019, une étude cherchait à savoir si les patients acceptaient l’évocation de leur santé sexuelle et la prise en charge de la PrEP en médecine générale. Les résultats de cette enquête mettent en évidence que la plupart des personnes recevant la PrEP sont des homosexuels de niveau éducatif élevé ayant connu la PrEP en dehors du système de soins. Si 63 % sont prêts à renouveler la PrEP en médecine générale, c’est d’abord parce que ces derniers semblaient à l’aise avec l’abord de la sexualité. De plus, les patients demandeurs de PrEP semblent, majoritairement, favorables à un suivi alterné médecin généraliste / médecin spécialiste hospitalier, ce qui permettrait de satisfaire la forte demande de prise en charge PrEP dans les centres hospitaliers et CeGIDD. Une étude, récente, suggère que la prise de la PrEP est régulée par des stratégies d'adaptation visant à simplifier sa mise en œuvre au quotidien.
La PrEP est disponible en France depuis janvier 2016. Parmi les populations à risque, la population trans représente une population mal connue. Les conclusions de cette étude, menée à Paris, entre 2016 et 2019, suggèrent que la population trans est en situation de précarité, sans affiliation à un régime régulier de sécurité sociale et à risque d’acquisition du VIH. Des consultations dédiées, en partenariat avec le milieu associatif, permettaient d’augmenter le nombre de personnes trans suivies. De plus, en 2020, l’expérience de la séropositivité reste marquée par un processus discriminatoire.
À partir de l'application Grindr, des chercheurs ont mis en évidence que les utilisateurs de la PrEP ont, majoritairement, plus de 30 ans. Ils notent une incidence épidémiologique des IST (notamment rectales) plus importante dans cette population. Pour ces chercheurs ce résultat rend compte, probablement, de la diminution de l’usage du préservatif, mais également de l’efficacité du dépistage systématique tous les trois mois. En 2021, toujours à partir de l'application Grindr, une équipe de chercheurs a mis en évidence que la perception du risque VIH n'affectait pas la perception d'utilité de la PrEP. Récemment, trois chercheurs ont examiné les liens entre la visibilité du visage sur les photos de profil des applications de rencontres, l'attractivité perçue, l'auto-efficacité de l'utilisation du préservatif et les rapports sexuels anaux réceptifs non protégés (RSARNP) chez 223 jeunes hommes ayant des rapports sexuels avec des hommes âgés de 18 à 24 ans provenant d'applications de rencontre en ligne (par exemple, Grindr). Ils ont mis en évidence une interaction significative entre l'attrait et la visibilité du visage pour les RSARNP était entièrement médiatisée par l'auto-efficacité de l'utilisation du préservatif. Plus précisément, une plus faible visibilité du visage sur les photos de profil est liée à une plus faible auto-efficacité en matière d'utilisation du préservatif, qui à son tour est liée à une plus forte pratique de rapports sexuels anaux réceptifs non protégés. Cette étude a des implications cliniques potentiellement importantes car les applications de rencontre sont devenues un moyens courants pour les HSH de trouver des partenaires sexuels.
Concernant les effets de la transformation numérique, une étude récente montre que les groupes de discussion (sur Facebook, par exemple), concernant la PrEP, laissent une place plus importante au support entre les membres.
Par ailleurs, des consultations proctologiques sont proposées par les médecins infectiologues : or, il n’existe actuellement pas de recommandation concernant le contenu de ces consultations. Pour les patients en proctologie recevant la PrEP, il semblerait que leurs questionnements soient à propos : de la contamination papillomavirus humain (HPV) et les autres infections sexuellement transmissibles (IST), un examen clinique, le traitement des lésions observées, et leur surveillance. De plus, une étude publiée en 2018, par une équipe du Centre hospitalier universitaire de Nantes, met en évidence l'intérêt de développer une offre de santé sexuelle globale intégrant une prise en charge optimisée des IST pour les personnes recevant la PrEP. Il semblerait que cette prise en charge suscite une réflexion sur les comportements et sur la place de la sexualité dans leur vie, témoignant d’une plus grande autonomie dans la prévention des IST chez les personnes recevant la PrEP et bénéficiant de ce type de prise en charge.
Une étude qualitative suggère quatre thèmes clés indiquant des changements d'expériences au sein de la communauté gay après le déploiement de la PrEP : (i) le désir d'une relation intime ; (ii) le souvenir d'expériences de stigmatisation ; (iii) les hommes qui ne prennent pas la PrEP sont suspects ; (iv) la prise de conscience de l'effet prophylactique primaire. De plus, les résultats suggèrent qu'après le lancement de la PrEP, les hommes vivant avec le VIH ont des relations amoureuses, sexuelles et communautaires qui reflètent une réduction générale de la stigmatisation liée à leur séropositivité. Cela suggère un réel impact social de la PrEP. Concernant l'impact social de la PrEP, une équipe de chercheurs australiens, a mis en évidence que les hommes gays et bisexuels, ayant des rapports sexuels avec des hommes, sont plus susceptibles de participer à des rapports sexuels en groupe.
En 2020, un groupe de travail européen suggère que la PrEP reste une méthode préventive rarement utilisée dans les pays d'Europe centrale et orientale.
La même année, une équipe de chercheurs américains s'est intéressée aux pratiques de prise de PrEP, à travers des entretiens semi-directifs avec HSH (et plus particulièrement ceux qui ont des relations sexuelles sans préservatif et qui consomment des substances). Ces chercheurs ont mis en évidence qu'un système de pilule numérique : (1) amélioration la confiance dans les modèles (continue ou à la demande) de prise de la PrEP ; (2) les hommes interrogés ont exprimé leur confiance envers la sécurité des capteurs de radiofréquence ingérables et l'optimisation de la conception du système de pilule numérique. Ils ont également exprimé leur volonté d'interagir avec la messagerie en fonction des modèles (continue ou à la demande) de prise de la PrEP enregistrés par le système de pilule numérique. Ces données suggèrent que les HSH qui consomment des substances trouvent que le système de pilule numérique est une méthode acceptable pour mesurer et enregistrer les modèles (continue ou à la demande) de prise de la PrEP.
En 2021, une équipe de chercheurs américains a publié un rapport clinique accompagné de recommandations. Le point de départ de ce rapport provient du fait que « La plupart des jeunes sexuellement actifs aux États-Unis ne pensent pas qu'ils risquent de contracter le VIH et n'ont jamais fait de test de dépistage. ». Ainsi, les auteurs et les Centres pour le contrôle et la prévention des maladies recommandent un dépistage universel et systématique du VIH parmi les populations américaines, y compris les jeunes. Les progrès récents en matière de diagnostic, de traitement et de prévention du VIH contribuent à soutenir cette recommandation. Ce rapport clinique passe en revue les données épidémiologiques et recommande que le dépistage systématique du VIH soit proposé à tous les jeunes de 15 ans ou plus, au moins une fois. Après ce dépistage initial, les jeunes à risque accrus, y compris ceux qui sont sexuellement actifs, doivent faire l'objet d'un nouveau dépistage au moins une fois par an, voire tous les 3 à 6 mois s'ils sont à risque. Potentiellement tous les 3 à 6 mois s'ils sont à haut risque (jeunes hommes déclarant avoir des partenaires sexuels de sexe masculin, utilisateurs actifs de drogues injectables, jeunes transgenres ; jeunes ayant des partenaires sexuels infectés par le VIH, des deux sexes, ou des consommateurs de drogues injectables ; les jeunes qui échangent des rapports sexuels contre de la drogue ou de l'argent ; ou les jeunes qui ont reçu un diagnostic ou demandé un test de dépistage pour d'autres maladies ou d'autres infections sexuellement transmissibles). Les jeunes présentant un risque important d'acquisition du VIH doivent se voir systématiquement proposer une prophylaxie pré-exposition au VIH. Ce rapport clinique aborde également les questions de consentement et de la confidentialité.
En 2024, une étude est présentée sur la prise de PREP du Lénacapavir en Afrique du Sud et en Ouganda par injection tous les 6 mois est présentée. L'étude concerne 5 000 femmes et a une efficacité très élevée. La prise plus espacée du traitement préventif permet d'espérer une meilleure adhérence. Fabriquée par l'entreprise Gilead, elle coûte 40 000 dollars par an et par personne mais pourrait descendre à 40 dollars si elle peut être proposée en médicament générique. Ce traitement est aussi utilisée en traitement curatif tardif, ce qui est une raison de son coût élevé.

### Fonction rénale
La fonction rénale est susceptible d'être altérée chez les personnes qui prennent de la PrEP. Jusqu'en Octobre 2022, aucune données ne mettait en évidence de risque plus élevé, ou non, en fonction du mode de prise de la PrEP. L'équipe du Service des maladies infectieuses, Assistance publique - Hôpitaux de Paris (AP-HP), Hôpitaux Saint Louis et Lariboisière, a comparé l'impact des modes de prises de PrEP quotidienne ou à la demande sur la fonction rénale. L'étude a inclus 1 253 participants, entre 2017 et 2020, prenant la PrEP quotidiennement ou à la demande, selon leur préférence. Tous les trois mois, les chercheurs ont recueilli des données sur les schémas posologiques des participants. De plus, les participants devaient produire un résultat d'analyse de la créatinine (marqueur du fonctionnement du rein) à chaque visite. Sur les 1 253 participants, 40 % étaient des usagers de PrEP en continu, 39 %  à la demande et 21 % ont alterné les deux schémas de prise. Sur cette période, seulement 5 participants ont connu une réduction de la quantité de liquide filtrée par les reins supérieure à 25 %. Deux participants ont arrêté la PrEP en raison d'une diminution de la quantité de liquide filtrée par les reins et tous deux l'ont reprise par la suite sans problème. Cet effet de la PrEP sur la fonction rénale n’est pas irréversible. Ces chercheurs suggèrent que pour les HSH présentant des facteurs de risque de dysfonctionnement rénal, ce risque devrait être prises en compte lors du choix du schéma de prise de la PrEP. Néanmoins, ils soulignent que sur la période de leur étude, le bénéfice de la PrEP à la demande par rapport à la PrEP quotidienne en termes de risque de dysfonctionnement rénal était très faible et non-significatif.

### Santé mentale
En août 2020, une équipe de chercheurs, des Pays-Bas, ont publié dans EClinicalMedecine, une revue référencée par The Lancet, une étude ne mettant en évidence aucune augmentation des troubles de santé mentale pendant la PrEP, mais à l'inverse une diminution des rapports sexuels compulsifs et des troubles liés à la consommation de drogues,.

### Densité minérale osseuse
En 2019, Une équipe de médecins et chercheurs des hôpitaux de l'APHP partant du constat que les patients infectés par le VIH ont une densité minérale osseuse plus faible et une incidence de fractures plus élevée que la population générale du même âge et du même sexe,,,, ont cherché a évaluer l'impact de l'exposition aux médicaments antirétroviraux sur le risque de fractures ostéoporotiques. Leurs résultats suggèrent qu'il n'y a aucune association entre le risque de fracture et l'exposition aux médicaments antirétroviraux (odds ratio : 1,04 (0,86-1,27), résultat similaire pour les sujets jamais exposés). Cette étude ne met en évidence aucune preuve d'un risque excessif de fracture après l'exposition aux médicaments antirétroviraux.
En 2020, une équipe, de médecins et chercheurs thaïlandais, a mis en évidence une augmentation de la densité minérale osseuse chez de jeunes hommes, entre 15 et 24 ans, utilisant la PrEP. Cet effet serait lié à une prise concomitante de vitamine D3 et de Calcium. L'équipe envisage un protocole longitudinal afin d'observer les effets à long terme.

### Chez les femmes
En France, la majorité des personnes utilisant la PrEP sont des hommes ayant des rapports sexuels avec d’autres hommes. Récemment deux études, internationales, ont montré l'efficacité de la PrEP pour les femmes, même si la PrEP est utilisée de manière non continue.
En 2021, un étude menée par une équipe américaine publié dans la revue Journal of Interpersonal Violence, dans cette étude les auteurs ont mis en évidence que les antécédents de violence conjugale psychologiques (Odds ratio (OR) 3.0, 95% intervalle de confiance (CI) 1.1–9.4) et les IPV physiques (OR 5.5, 95% CI 1.2–18.9), chez les femmes, au cours de la vie, étaient significativement associées à une meilleure connaissance de la PrEP. Les IPV psychologiques (OR 6.3, 95% CI 1.0–13.6) et les IPV physiques (OR 4.3, 95% CI 4.3–11.5), chez les femmes, au cours de la vie, étaient, également, significativement associées à un « meilleur » comportement sexuel, si elles étaient sous PrEP. Plus spécifiquement, les IPV physiques, au cours de l'année écoulée, étaient significativement associée à l'intérêt des femmes pour la PrEP (OR 1.9, 95% CI 1.7–4.3) et à l'utilisation de la PrEP (OR 4.0, 95% CI 1.1–13.1) lors des rapports sexuels. Le fait d'être subordonné aux autres est également associé de manière significative à l'intérêt pour la PrEP (OR 1.5, 95% CI 1.2–2.4). Les normes de genre, le type et le moment des IPV peuvent influencer l'intérêt d'une personne à utiliser la PrEP.

### Facteurs d'arrêt de la PrEP
En 2020, une étude s'est intéressée aux facteurs affectant l'arrêt de la PrEP dans une grande clinique urbaine de Los Angeles. Les auteurs de cette étude ont mis en évidence que les raisons les plus fréquentes d'arrêt de la PrEP étaient l'entrée dans une relation monogame (43 %) et les craintes d'effets secondaires (40 %).
Des chercheurs, aux États-Unis, se sont, récemment, intéressés à la prise de la PrEP chez les couples sérodiscordants, sur une période de 24 mois. Les résultats de cette étude mettent en évidence que les partenaires masculins séronégatifs dont les partenaires avaient une charge virale indétectable, avaient plus de chances d'être des utilisateurs de la PrEP que les partenaires séronégatifs dont les partenaires avaient une charge virale détectable. Les auteurs de cette étude soulignent la nécessité de poursuivre des actions de prévention pour améliorer l'utilisation des médicaments contre le VIH par les couples masculins sérodiscordants.

### Covid-19
Par ailleurs, des chercheurs australiens ont mis en évidence des changements de comportements sexuels, ainsi que des changements dans l'utilisation de la PrEP, liés aux restrictions préventives de la Maladie à coronavirus 2019. Ils insistent sur la nécessité de poursuivre des campagnes de préventions et d'informations sur les schémas de la prise à la demande de la PrEP. Des chercheurs américains suggèrent que si la Covid-19 a généré un certain nombre de difficultés dans le suivie de la PrEP, elle a, par ailleurs, permis la croissance des téléconsultations.
En octobre 2020, la revue Satistics in Biosciences, consacre un numéro spécial sur les méthodes statistiques pour l'étude du VIH. Le coordinateur de ce numéro conclut l'introduction de ce numéro spécial en précisant que « les idées et principes fondamentaux présentés dans ces articles s'appliquent également à la recherche Covid-19. ».
Le suivi annuel de l’évolution de l’utilisation de Truvada® ou génériques pour une PrEP au VIH, l'étude EPI-PHARE, publié en novembre 2021, à partir des données du Système National des Données de Santé (SNDS) suggère une baisse marqué et durable dans la dynamique de diffusion de la PrEP en France depuis le début de l’épidémie de Covid-19, bien qu’une reprise semblait se dessiner au début de l’été 2021.

#### Presse
En mai 2020, le laboratoire GlaxoSmithKline annonce que la prise de la PrEP par injection, tous les deux mois, semble être plus efficace qu'une prise en continu,. En novembre 2020, cette nouvelle prophylaxie a obtenu la désignation de « thérapie innovante » par la Food Drug Administration (FDA) aux États-Unis. Cette désignation aide au développement de médicaments et accélère leur examen par la FDA.